# プシュカル・シャハ

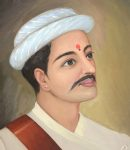
プシュカル・シャハ

プシュカル・シャハ（英語: Pushkar Shah、 1784年8月16日 - 1841年）は、19世紀のネパールの政治家、首相（在任：1838年 - 1839年）。王族出身の人物である。

## 生涯
1838年、ランガ・ナート・パウデルが辞職したため、後任の執権となった。
だが、実力者ラナ・ジャンガ・パンデの前ではなすすべもなく、すぐに辞任している。その翌年、ラナ・ジャンガが再任された。